# المنظمة الوطنية للمجاهدين (الجزائر)
المنظمة الوطنية للمجاهدين. منظمة سياسية تاريخها يرجع إلى عهد الكفاح المسلح منذ استعمار فرنسا للجزائر أمينها العام السعيد عبادو، تعمل منظمة المجاهدين على جمع الشهادات والوثائق التاريخية المرتبطة بثورة التحرير".
كما تنشط المنظمة الوطنية للمجاهدين ندوات متلفزة وإذاعية عبر المحطات المركزية والجهوية ينشطها مجاهدين بمختلف صفاتهم على المستوى الوطني، كما تعمل على بث ثقافة التاريخ في أبناء المجتمع من خلال طبع الشعار الرسمي للمنظمة على الكراريس والأقلام والمحافظ وتوزيعها على المدارس والثانويات و غيرها وفي أوساط أبناء جاليتنا بالخارج كذلك طبع الملصقات والمطويات عن حياة الشهداء القادة.

## الأمناء العامون
تَعَاقَبَ على رأس هذه المنظمة منذ استقلال الجزائر ثمانية أمناء عامين وهم:
| الترتيب | الأمين العام        | صورة | الفترة |
| ------- | ------------------- | ---- | ------ |
| 1       | إبراهيم حشاني       |      |        |
| 2       | أحمد مستغانمي       |      |        |
| 3       | محند أمزيان يازوران |      |        |
| 4       | يوسف يعلاوي         |      |        |
| 5       | علي كافي            |      |        |
| 6       | محمد الشريف عباس    |      |        |
| 7       | محمد شريف دعاس      |      |        |
| 8       | السعيد عبادو        |      |        |

### مواضيع ذات صلة
- المقاومة الشعبية الجزائرية ضد فرنسا
- ثورة تحرير الجزائر
- جبهة التحرير الوطني الجزائري
- جيش التحرير الوطني الجزائري
- وزارة المجاهدين الجزائرية
- المنظمة الوطنية لأبناء الشهداء
- المنظمة الوطنية لأبناء المجاهدين
- يوم المجاهد
- المتحف الوطني للمجاهد
- يوم الشهيد
- يا شهيد الوطن
- مقام الشهيد
- التنسيقية الوطنية لأبناء الشهداء

### وصلات خارجية
- الموقع الرسمي لوزارة المجاهدين الجزائرية